# Arno Lange
Hermann Arno Lange (* 15. Juli 1885 in Raschütz; † 20. März 1966 in Dresden) war ein deutscher Hochschullehrer, Studienrat, dem der Titel Professor verliehen wurde, und Genealoge.

## Leben
Arno Lange stammte aus einer Bauernfamilie aus der Nähe von Colditz. Sein Vater war der Gutsbesitzer Friedrich Hermann Lange (1862–1931) und seine Mutter Therese Minna geborene Weber (1863–1938) aus Hausdorf. Er war verheiratet Catharina Lange geb. Braun; aus der Ehe stammen die Söhne Günther Lange und Hermann Lange.
Nach dem Besuch der Volksschule ging er an das Lehrerseminar und anschließend an die Universität Leipzig, wo er Biologie und Chemie studierte. Nach Studienende erhielt er seine erste Stelle als Volksschullehrer in Strehlen, bis er im Jahr 1925 als Studienrat und Chemie- und Biologielehrer an die Höhere Mädchenschule nach Johannstadt wechselte, wo er bis zum Bombenangriff am 13. Februar 1945, bei dem die Schule zerstört wurde, tätig war. Anschließend wirkte er an anderen Gymnasien in Dresden.
Aufgrund des Mangels an Lehrkräften hielt er ab 1948 auch Vorlesungen in Botanik an der Technischen Hochschule Dresden und an der Forsthochschule in Tharandt. 1950 ging er mit 65 Jahren als Lehrer in den Ruhestand, in dem er sich insbesondere genealogischen Forschungen widmete, auf die noch heute zurückgegriffen wird. Daneben war er aber noch weiter als Dozent in Tharandt tätig. Sein Lehrmaterial Grundwissen, Grundbegriffe, Grundgesetze, Heft 5a Botanik. Die wichtigsten Begriffe und Tatsachen erschien bis 1965 in fünf Auflagen.
Aus genealogischer Sicht ist außerdem seine Bauernkartei von bleibender Bedeutung, die im Sächsischen Staatsarchiv – Hauptstaatsarchiv Dresden aufbewahrt und benutzt werden kann. Sie stelle ein grundlegendes Hilfsmittel für genealogische Forschungen insbesondere im ländlichen Raum um Colditz und Leisnig dar.

## Ehrungen
Vom Staatssekretariat für das Hoch- und Fachschulwesen der DDR wurde ihm 1955 für seine Verdienste um die akademische Jugend der Titel Professor verliehen.

## Schriften
- Besitz-, Berufs- und Amtsbezeichnungen sächsischer Bauern. In: Mitteilungen des Roland. Dresden 1936, Heft 6, Seite 83–86.